# Aporobopyrus curtatus
Aporobopyrus curtatus är en kräftdjursart som först beskrevs av Richardson 1904.  Aporobopyrus curtatus ingår i släktet Aporobopyrus och familjen Bopyridae. Inga underarter finns listade i Catalogue of Life.